# Llac pluvial

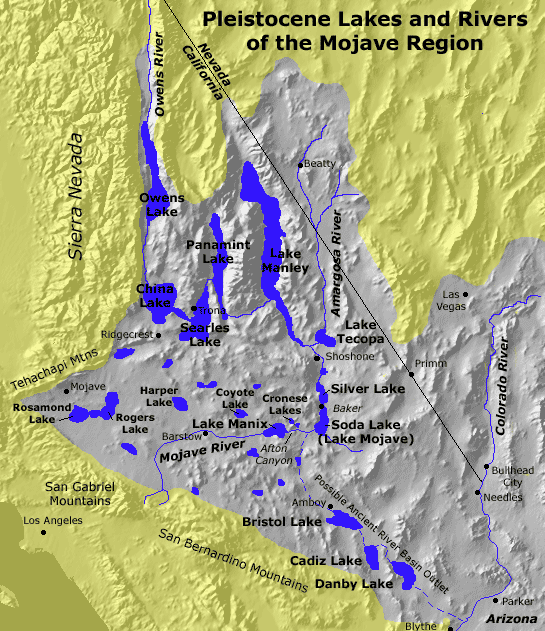
Llacs i rius pluvials del Plistocè al desert de Mojave

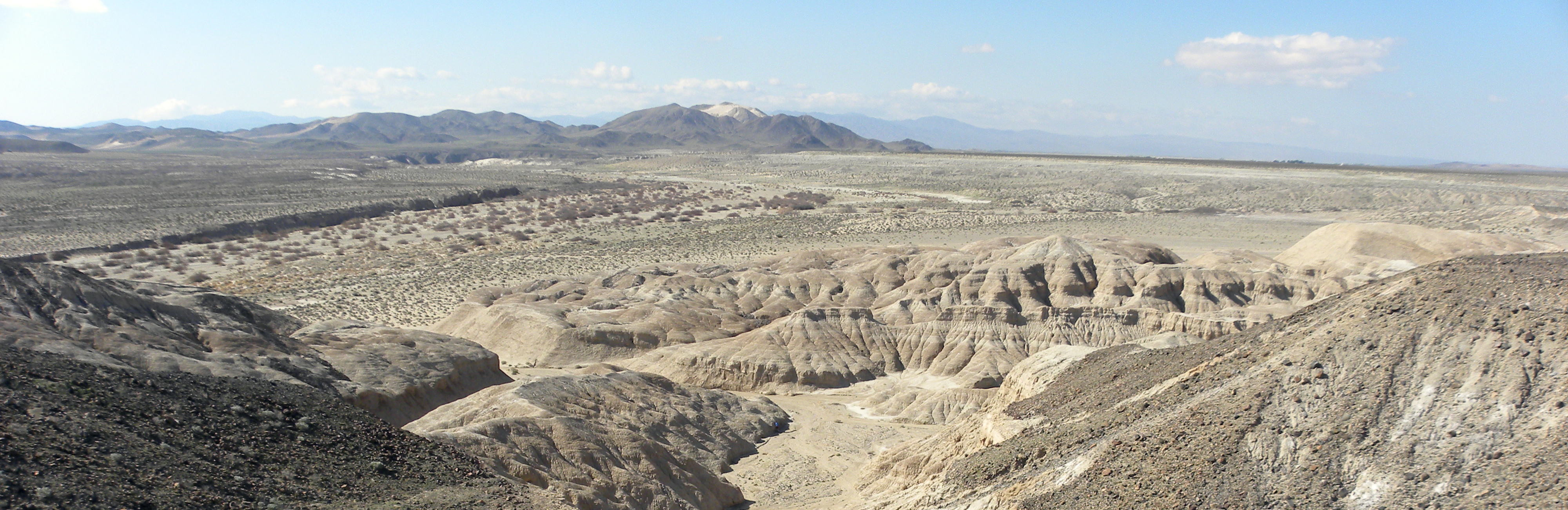
Sediments del Llac Manix (Plistocè) al Desert de Mojave prop de Barstow, Califòrnia.

Un llac pluvial és una conca sense sortida (conca endorreica) la qual s'omple amb l'aigua de la pluja durant els períodes de glaciacions, moments en els quals la precipitació és més gran. Els llacs pluvials que ja s'han assecat també s'anomenen paleollacs.

## Geologia
Aquests llacs representen canvis en el cicle hidrològic; els cicles humits generen grans llacs, mentre que els cicles secs assequen els llacs i deixen grans planes. l'acumulació de sediments mostren la variació del nivell de l'aigua.
Diversos llacs pluvials es van formar al sud-oest dels Estats Units durant la glaciació del Plistocè tardà. Un d'ells va ser el Llac Bonneville a Utah.
Durant els períodes interglacials, el clima esdevingué àrid i va causar l'evaporació d'aquests llacs.